# Championnat du monde de snooker 2024
Le Championnat du monde 2024 est un tournoi de snooker de catégorie classée comptant pour la saison 2023-2024. L'épreuve se déroule du 20 avril 2024 au 6 mai 2024 au Crucible Theatre de Sheffield, en Angleterre. Elle est organisée par la WPBSA et parrainée par la société de vente de voitures en ligne britannique Cazoo.

## Déroulement

### Contexte avant le tournoi
Ce tournoi se présente comme la troisième et dernière épreuve de la Triple Couronne (Triple Crown en anglais), un ensemble de trois tournois britanniques universellement reconnus comme étant les plus prestigieux dans le snooker. Les autres tournois constituant la Triple Couronne sont le Championnat du Royaume-Uni qui s'est déroulé en novembre/décembre 2023 et le Masters qui s'est tenu en janvier 2024. Les joueurs qui ont remporté au moins une fois ces trois tournois arborent une couronne dorée brodée sur leur veston.
Le Belge Luca Brecel est le tenant du titre, après avoir remporté un premier titre mondial l'an passé face à Mark Selby sur le score de 18 manches à 15 en finale. Il devra faire face à la malédiction du Crucible (en), qui implique qu'aucun nouveau champion du monde n'a réussi à défendre son titre avec succès l'année suivante.

### Faits marquants
Le champion en titre Luca Brecel est éliminé dès le premier tour à l'issue d'une manche décisive.
Les favoris Judd Trump et Ronnie O'Sullivan, pourtant pressentis pour un affrontement en demi-finales, sont battus en quarts de finale. Mark Allen devient donc no 1 mondial pour la première fois de sa carrière.
Trois joueurs issus des qualifications atteignent les demi-finales, ce qui n'était plus arrivé depuis 1977.
Kyren Wilson s'impose en finale face au surprenant Jak Jones sur le score de 18 manches à 14 pour glaner un premier titre de champion du monde.

## Dotation
La répartition des prix est la suivante :
- Vainqueur : 500 000 £
- Finaliste : 200 000 £
- Demi-finalistes : 100 000 £
- Quart de finalistes : 50 000 £
- 8es de finalistes : 30 000 £
- 16es de finalistes : 20 000 £
- 4e tour de qualification : 15 000 £
- 3e tour de qualification : 10 000 £
- 2e tour de qualification : 5 000 £
- Meilleur break : 15 000 £

Dotation totale : 2 395 000 £

## Joueurs qualifiés
Les seize premiers au classement mondial sont qualifiés directement pour le tableau final. Quel que soit son classement, le tenant du titre est automatiquement tête de série numéro 1, alors que les autres joueurs sont positionnés en fonction de leur classement. Les seize places restantes sont attribuées après des phases de qualification disputées en quatre tours.

## Résumé

### Qualifications
Noppon Saengkham compile le deuxième break maximum de sa carrière lors du 3e tour des qualifications.
Dominic Dale sort des qualifications et intègre le tableau final pour la première fois depuis dix ans. Si Jiahui remporte dix manches consécutives face à Wu Yize. Joe O'Connor est le seul débutant cette année, il a battu Matthew Selt 10-8 avec une dernière manche d'une durée d'une heure et cinquante minutes, soit la deuxième manche la plus longue jamais disputée dans l'histoire du snooker.
Le champion du monde 2010 Neil Robertson doit passer par les qualifications. Après une saison compliquée, il pointe à la 24e place mondiale. L'australien est battu aux portes du Crucible Theatre à l'issue d'une manche décisive par Jamie Jones.
Lors du Judgement Day, cinq rencontres sur seize sont décidées à l'issue d'une manche décisive. Elles sont remportées par Jones, Ricky Walden, Robbie Williams, Jackson Page et Ryan Day.

### 16esde finale
Luca Brecel mène 6-3 puis 9-6 face à David Gilbert, mais l'Anglais augmente son niveau de jeu et remporte les quatre dernières manches, la malédiction du Crucible frappant une nouvelle fois.
Le jeune Si Jiahui, qui avait atteint les demi-finales l'an dernier, performe de nouveau en sortant l'expérimenté Mark Williams à l'issue d'une manche décisive.
Kyren Wilson et Ronnie O'Sullivan disposent de leurs adversaires sur le score fleuve de 10 manches à 1, respectivement face aux Gallois Dominic Dale et Jackson Page.
Huit têtes de série ont été battues dès le premier tour, égalant ainsi le record de 1992.

### 8esde finale
David Gilbert dispose aisément de Robert Milkins 13-4 ; il est le premier qualifié pour les quarts de finale. Il est rapidement suivi par Judd Trump qui met un terme au parcours de Tom Ford, qui a atteint ce niveau pour la toute première fois.
Jak Jones défait Si Jiahui 13-9 en remportant plusieurs manches sur la dernière bille noire, ce qui lui permet d'accéder aux quarts de finale pour la deuxième année consécutive en autant de participations. Stephen Maguire domine Shaun Murphy sur le même score, au terme d'un match rempli de suspens et de tension, comme en témoigne la réaction de l'Écossais, poing levé, au terme de la seconde session, qui le voit basculer en tête 10-6.
Le jour suivant, Kyren Wilson et Ronnie O'Sullivan s'imposent avec une marge de sécurité, respectivement face au débutant Joe O'Connor et à Ryan Day.
Les deux dernières rencontres sont les plus serrées. Jack Lisowski remonte au score face à Stuart Bingham, mais ce dernier s'adjuge les deux ultimes manches pour s'imposer 13-11. Le match entre Mark Allen et John Higgins est à couteaux tirés. Le Nord-Irlandais mène 62-0 dans la manche décisive, puis Higgins empoche une bille rouge avec une bande, avant de compiler un break de 71 points sous une forte pression, pour gagner sur le fil. L'empochage de la dernière bille rouge du break, quasiment collée à la bande haute est l'un des meilleurs coups que Stephen Hendry n'ait jamais vu, comme il le déclare en direct, alors aux commentaires pour la BBC. John Higgins conserve ainsi sa place dans le top 16 mondial qu'il n'a plus quitté depuis 1995.

### Quarts de finale
Jak Jones crée la surprise en éliminant la tête de série no 3 Judd Trump sur le score de 13 manches à 9. Si les deux premières sessions ont été équilibrées avec beaucoup de phases tactiques, Jones parvient à prendre le large au cours de la troisième session.
Stephen Maguire est dominé au cours de la première session qu'il concède 7-1. Il ne parvient pas à refaire son large retard face à David Gilbert qui s'impose sur le score de 13 manches à 8.
Kyren Wilson dispose de John Higgins également sur le score de 13 manches à 8. Après un début de match très en faveur de l'Anglais, qui le voit mener 4-0 puis 9-4, l'Ecossais parvient à refaire une grande partie de son retard pour revenir à 9-8 après la première manche de la dernière session. Plus constant et précis dans les ultimes manches, Wilson parvient à garder son calme et aligne quatre breaks significatifs dans les quatre dernières manches, pour rejoindre les demi-finales pour la troisième fois à Sheffield. L'Anglais se dit très satisfait de son niveau de jeu en interview d'après-match, et explique être très heureux de mettre fin à une série de trois défaites consécutives (2017, 2018, 2023) contre John Higgins au Crucible Theatre.
Stuart Bingham parvient de son côté à éliminer 13 manches à 10 son compatriote Ronnie O'Sullivan, qui menait pourtant 18-4 dans leur confrontations avant le match. La rencontre est extrêmement serrée, et aucun des deux hommes ne réussit à creuser un écart de plus de deux manches lors des deux premières sessions. Les deux hommes se quittent à chaque fois dos-à-dos, 4-4 à l'issue de la première session, et 8-8 à l'issue de la deuxième session. Bien qu'O'Sullivan se montre autoritaire en début de troisième session avec un break de 136 pour mener 9-8, Bingham aligne 5 des 6 dernières manches pour se qualifier en demi-finales à Sheffield pour la troisième fois, après 2021 et son titre de 2015.

### Demi-finales
Il s'agit de la première fois depuis le début des années 2000 qu'aucun joueur du top 8 n'est présent en demi-finales. Trois joueurs issus des qualifications sont toujours en lice, ce qui n'était plus arrivé depuis 1977.
Kyren Wilson et David Gilbert se répondent coup pour coup au cours des deux premières sessions, aucun des deux hommes ne parvenant à prendre plus de deux manches d'avance. Au cours de la troisième session, Wilson creuse l'écart en remportant cinq manches consécutives, notamment à la suite d'une erreur d'empochage de Gilbert sur une bille jaune. Wilson s'impose sur le score de 17 manches à 11.
Le scénario est similaire dans l'autre demi-finale entre Stuart Bingham et Jak Jones. Bien que ce dernier ait montré quelques signes de nervosité au cours des premières manches, résultant en la perte des trois manches initiales, il s'est ensuite accoutumé à l'enjeu et au passage à une table unique au sein du Crucible Theatre. Les deux joueurs se quittent sur des scores de parité à quatre manches partout puis huit manches partout. Jones prend les devants en remportant lui aussi cinq manches consécutives, pour battre le champion du monde 2015 sur le score de 17 manches à 12.

### Finale
Jak Jones dispute sa toute première finale en tournoi classé et intègre le top 16 du classement mondial. Kyren Wilson participe à sa deuxième finale dans les championnats du monde, après celle perdue en 2020 face à Ronnie O'Sullivan. La rencontre est arbitrée par Paul Collier, qui officie pour la dernière fois de sa carrière en tant qu'arbitre avant de devenir directeur de tournoi.
Wilson commence en trombe en s'adjugeant les sept premières manches. Jones avoue avoir eu du mal à dormir la veille de cette finale. La deuxième session est davantage équilibrée. Lors de la 17e manche, dernière de la journée, Wilson obtient un snooker et les deux joueurs bataillent sur la bille noire. Jones tente un doublé et laisse la bille noire devant la poche, permettant à Wilson de virer en tête 11-6 à l'issue de la première journée.
Le score de la troisième session est partagé. Jones prend à deux reprises deux manches d'avance, mais il est systématiquement rejoint par Wilson. La 28e manche fait également l'objet d'un combat sur la dernière bille noire, les deux joueurs ayant terminé ex aequo au score. Wilson bénéficie d'un fluke et ne se situe plus qu'à une manche du titre. Jones remporte trois manches consécutives, mais c'est Wilson qui s'impose sur le score de 18 manches à 14 pour glaner un premier titre de champion du monde.

## Tableau
|  | 1er tour                   | 1er tour                   | 1er tour                   |                    |                   | 2e tour                    | 2e tour                    | 2e tour                    |  |  | Quarts de finale           | Quarts de finale           | Quarts de finale           |  |  | Demi-finales               | Demi-finales               | Demi-finales               |
|  | au meilleur des 19 manches | au meilleur des 19 manches | au meilleur des 19 manches |                    |                   | au meilleur des 25 manches | au meilleur des 25 manches | au meilleur des 25 manches |  |  | au meilleur des 25 manches | au meilleur des 25 manches | au meilleur des 25 manches |  |  | au meilleur des 33 manches | au meilleur des 33 manches | au meilleur des 33 manches |
|  |                            |                            |                            |                    |                   |                            |                            |                            |  |  |                            |                            |                            |  |  |                            |                            |                            |
|  | 20 avril                   |                            |                            |                    |                   |                            |                            |                            |  |  |                            |                            |                            |  |  |                            |                            |                            |
|  |                            |                            |                            |                    |                   |                            |                            |                            |  |  |                            |                            |                            |  |  |                            |                            |                            |
|  | 1                          | Luca Brecel                | 9                          |                    |                   |                            |                            |                            |  |  |                            |                            |                            |  |  |                            |                            |                            |
|  | 1                          | Luca Brecel                | 9                          | 25 et 26 avril     |                   |                            |                            |                            |  |  |                            |                            |                            |  |  |                            |                            |                            |
|  | 31                         | David Gilbert              | 10                         |                    |                   |                            |                            |                            |  |  |                            |                            |                            |  |  |                            |                            |                            |
|  | 31                         | David Gilbert              | 10                         | 31                 | David Gilbert     | 13                         |                            |                            |  |  |                            |                            |                            |  |  |                            |                            |                            |
|  | 22 et 23 avril             |                            |                            | 31                 | David Gilbert     | 13                         |                            |                            |  |  |                            |                            |                            |  |  |                            |                            |                            |
|  |                            | 16                         | Robert Milkins             | 4                  |                   |                            |                            |                            |  |  |                            |                            |                            |  |  |                            |                            |                            |
|  | 16                         | 16                         | Robert Milkins             | 4                  | Robert Milkins    | 10                         |                            |                            |  |  |                            |                            |                            |  |  |                            |                            |                            |
|  | 16                         |                            |                            |                    | Robert Milkins    | 10                         | 30 avril et 1er mai        |                            |  |  |                            |                            |                            |  |  |                            |                            |                            |
|  | 27                         | Pang Junxu                 | 9                          |                    |                   |                            |                            |                            |  |  |                            |                            |                            |  |  |                            |                            |                            |
|  | 27                         | Pang Junxu                 | 9                          | 31                 | David Gilbert     | 13                         |                            |                            |  |  |                            |                            |                            |  |  |                            |                            |                            |
|  | 20 et 21 avril             |                            |                            | 31                 | David Gilbert     | 13                         |                            |                            |  |  |                            |                            |                            |  |  |                            |                            |                            |
|  |                            | 28                         | Stephen Maguire            | 8                  |                   |                            |                            |                            |  |  |                            |                            |                            |  |  |                            |                            |                            |
|  | 9                          | 28                         | Stephen Maguire            | 8                  | Ali Carter        | 7                          |                            |                            |  |  |                            |                            |                            |  |  |                            |                            |                            |
|  | 9                          | 26, 27 et 28 avril         |                            |                    | Ali Carter        | 7                          |                            |                            |  |  |                            |                            |                            |  |  |                            |                            |                            |
|  | 28                         | Stephen Maguire            | 10                         |                    |                   |                            |                            |                            |  |  |                            |                            |                            |  |  |                            |                            |                            |
|  | 28                         | Stephen Maguire            | 10                         | 28                 | Stephen Maguire   | 13                         |                            |                            |  |  |                            |                            |                            |  |  |                            |                            |                            |
|  | 21 et 22 avril             |                            |                            | 28                 | Stephen Maguire   | 13                         |                            |                            |  |  |                            |                            |                            |  |  |                            |                            |                            |
|  |                            | 8                          | Shaun Murphy               | 9                  |                   |                            |                            |                            |  |  |                            |                            |                            |  |  |                            |                            |                            |
|  | 8                          | 8                          | Shaun Murphy               | 9                  | Shaun Murphy      | 10                         |                            |                            |  |  |                            |                            |                            |  |  |                            |                            |                            |
|  | 8                          |                            |                            |                    | Shaun Murphy      | 10                         | 2, 3 et 4 mai              |                            |  |  |                            |                            |                            |  |  |                            |                            |                            |
|  | 26                         | Lü Haotian                 | 5                          |                    |                   |                            |                            |                            |  |  |                            |                            |                            |  |  |                            |                            |                            |
|  | 26                         | Lü Haotian                 | 5                          | 31                 | David Gilbert     | 11                         |                            |                            |  |  |                            |                            |                            |  |  |                            |                            |                            |
|  | 21 et 22 avril             |                            |                            | 31                 | David Gilbert     | 11                         |                            |                            |  |  |                            |                            |                            |  |  |                            |                            |                            |
|  |                            | 12                         | Kyren Wilson               | 17                 |                   |                            |                            |                            |  |  |                            |                            |                            |  |  |                            |                            |                            |
|  | 5                          | 12                         | Kyren Wilson               | 17                 | Mark Selby        | 6                          |                            |                            |  |  |                            |                            |                            |  |  |                            |                            |                            |
|  | 5                          | 27, 28 et 29 avril         |                            |                    | Mark Selby        | 6                          |                            |                            |  |  |                            |                            |                            |  |  |                            |                            |                            |
|  | 30                         | Joe O'Connor               | 10                         |                    |                   |                            |                            |                            |  |  |                            |                            |                            |  |  |                            |                            |                            |
|  | 30                         | Joe O'Connor               | 10                         | 30                 | Joe O'Connor      | 6                          |                            |                            |  |  |                            |                            |                            |  |  |                            |                            |                            |
|  | 23 et 24 avril             |                            |                            | 30                 | Joe O'Connor      | 6                          |                            |                            |  |  |                            |                            |                            |  |  |                            |                            |                            |
|  |                            | 12                         | Kyren Wilson               | 13                 |                   |                            |                            |                            |  |  |                            |                            |                            |  |  |                            |                            |                            |
|  | 12                         | 12                         | Kyren Wilson               | 13                 | Kyren Wilson      | 10                         |                            |                            |  |  |                            |                            |                            |  |  |                            |                            |                            |
|  | 12                         |                            |                            |                    | Kyren Wilson      | 10                         | 30 avril et 1er mai        |                            |  |  |                            |                            |                            |  |  |                            |                            |                            |
|  | 40                         | Dominic Dale               | 1                          |                    |                   |                            |                            |                            |  |  |                            |                            |                            |  |  |                            |                            |                            |
|  | 40                         | Dominic Dale               | 1                          | 12                 | Kyren Wilson      | 13                         |                            |                            |  |  |                            |                            |                            |  |  |                            |                            |                            |
|  | 24 et 25 avril             |                            |                            | 12                 | Kyren Wilson      | 13                         |                            |                            |  |  |                            |                            |                            |  |  |                            |                            |                            |
|  |                            | 13                         | John Higgins               | 8                  |                   |                            |                            |                            |  |  |                            |                            |                            |  |  |                            |                            |                            |
|  | 13                         | 13                         | John Higgins               | 8                  | John Higgins      | 10                         |                            |                            |  |  |                            |                            |                            |  |  |                            |                            |                            |
|  | 13                         | 27, 28 et 29 avril         |                            |                    | John Higgins      | 10                         |                            |                            |  |  |                            |                            |                            |  |  |                            |                            |                            |
|  | 41                         | Jamie Jones                | 6                          |                    |                   |                            |                            |                            |  |  |                            |                            |                            |  |  |                            |                            |                            |
|  | 41                         | Jamie Jones                | 6                          | 13                 | John Higgins      | 13                         |                            |                            |  |  |                            |                            |                            |  |  |                            |                            |                            |
|  | 23 et 24 avril             |                            |                            | 13                 | John Higgins      | 13                         |                            |                            |  |  |                            |                            |                            |  |  |                            |                            |                            |
|  |                            | 4                          | Mark Allen                 | 12                 |                   |                            |                            |                            |  |  |                            |                            |                            |  |  |                            |                            |                            |
|  | 4                          | 4                          | Mark Allen                 | 12                 | Mark Allen        | 10                         |                            |                            |  |  |                            |                            |                            |  |  |                            |                            |                            |
|  | 4                          |                            |                            |                    |                   | 10                         |                            |                            |  |  |                            |                            |                            |  |  |                            |                            |                            |
|  | 45                         | Robbie Williams            | 6                          |                    |                   |                            |                            |                            |  |  |                            |                            |                            |  |  |                            |                            |                            |
|  | 45                         | Robbie Williams            | 6                          |                    |                   |                            |                            |                            |  |  |                            |                            |                            |  |  |                            |                            |                            |
|  | 20 et 21 avril             |                            |                            |                    |                   |                            |                            |                            |  |  |                            |                            |                            |  |  |                            |                            |                            |
|  |                            |                            |                            |                    |                   |                            |                            |                            |  |  |                            |                            |                            |  |  |                            |                            |                            |
|  | 3                          | Judd Trump                 | 10                         |                    |                   |                            |                            |                            |  |  |                            |                            |                            |  |  |                            |                            |                            |
|  | 3                          | Judd Trump                 | 10                         | 25, 26 et 27 avril |                   |                            |                            |                            |  |  |                            |                            |                            |  |  |                            |                            |                            |
|  | 19                         | Hossein Vafaei             | 5                          |                    |                   |                            |                            |                            |  |  |                            |                            |                            |  |  |                            |                            |                            |
|  | 19                         | Hossein Vafaei             | 5                          | 3                  | Judd Trump        | 13                         |                            |                            |  |  |                            |                            |                            |  |  |                            |                            |                            |
|  | 20 et 21 avril             |                            |                            | 3                  | Judd Trump        | 13                         |                            |                            |  |  |                            |                            |                            |  |  |                            |                            |                            |
|  |                            | 14                         | Tom Ford                   | 7                  |                   |                            |                            |                            |  |  |                            |                            |                            |  |  |                            |                            |                            |
|  | 14                         | 14                         | Tom Ford                   | 7                  | Tom Ford          | 10                         |                            |                            |  |  |                            |                            |                            |  |  |                            |                            |                            |
|  | 14                         |                            |                            |                    | Tom Ford          | 10                         | 30 avril et 1er mai        |                            |  |  |                            |                            |                            |  |  |                            |                            |                            |
|  | 32                         | Ricky Walden               | 6                          |                    |                   |                            |                            |                            |  |  |                            |                            |                            |  |  |                            |                            |                            |
|  | 32                         | Ricky Walden               | 6                          | 3                  | Judd Trump        | 9                          |                            |                            |  |  |                            |                            |                            |  |  |                            |                            |                            |
|  | 20 et 21 avril             |                            |                            | 3                  | Judd Trump        | 9                          |                            |                            |  |  |                            |                            |                            |  |  |                            |                            |                            |
|  |                            | 44                         | Jak Jones                  | 13                 |                   |                            |                            |                            |  |  |                            |                            |                            |  |  |                            |                            |                            |
|  | 11                         | 44                         | Jak Jones                  | 13                 | Zhang Anda        | 4                          |                            |                            |  |  |                            |                            |                            |  |  |                            |                            |                            |
|  | 11                         | 26 et 27 avril             |                            |                    | Zhang Anda        | 4                          |                            |                            |  |  |                            |                            |                            |  |  |                            |                            |                            |
|  | 44                         | Jak Jones                  | 10                         |                    |                   |                            |                            |                            |  |  |                            |                            |                            |  |  |                            |                            |                            |
|  | 44                         | Jak Jones                  | 10                         | 44                 | Jak Jones         | 13                         |                            |                            |  |  |                            |                            |                            |  |  |                            |                            |                            |
|  | 22 et 23 avril             |                            |                            | 44                 | Jak Jones         | 13                         |                            |                            |  |  |                            |                            |                            |  |  |                            |                            |                            |
|  |                            | 23                         | Si Jiahui                  | 9                  |                   |                            |                            |                            |  |  |                            |                            |                            |  |  |                            |                            |                            |
|  | 6                          | 23                         | Si Jiahui                  | 9                  | Mark Williams     | 9                          |                            |                            |  |  |                            |                            |                            |  |  |                            |                            |                            |
|  | 6                          |                            |                            |                    | Mark Williams     | 9                          | 2, 3 et 4 mai              |                            |  |  |                            |                            |                            |  |  |                            |                            |                            |
|  | 23                         | Si Jiahui                  | 10                         |                    |                   |                            |                            |                            |  |  |                            |                            |                            |  |  |                            |                            |                            |
|  | 23                         | Si Jiahui                  | 10                         | 44                 | Jak Jones         | 17                         |                            |                            |  |  |                            |                            |                            |  |  |                            |                            |                            |
|  | 23 et 24 avril             |                            |                            | 44                 | Jak Jones         | 17                         |                            |                            |  |  |                            |                            |                            |  |  |                            |                            |                            |
|  |                            | 29                         | Stuart Bingham             | 12                 |                   |                            |                            |                            |  |  |                            |                            |                            |  |  |                            |                            |                            |
|  | 7                          | 29                         | Stuart Bingham             | 12                 | Ding Junhui       | 9                          |                            |                            |  |  |                            |                            |                            |  |  |                            |                            |                            |
|  | 7                          | 27, 28 et 29 avril         |                            |                    | Ding Junhui       | 9                          |                            |                            |  |  |                            |                            |                            |  |  |                            |                            |                            |
|  | 17                         | Jack Lisowski              | 10                         |                    |                   |                            |                            |                            |  |  |                            |                            |                            |  |  |                            |                            |                            |
|  | 17                         | Jack Lisowski              | 10                         | 17                 | Jack Lisowski     | 11                         |                            |                            |  |  |                            |                            |                            |  |  |                            |                            |                            |
|  | 22 avril                   |                            |                            | 17                 | Jack Lisowski     | 11                         |                            |                            |  |  |                            |                            |                            |  |  |                            |                            |                            |
|  |                            | 29                         | Stuart Bingham             | 13                 |                   |                            |                            |                            |  |  |                            |                            |                            |  |  |                            |                            |                            |
|  | 10                         | 29                         | Stuart Bingham             | 13                 | Gary Wilson       | 5                          |                            |                            |  |  |                            |                            |                            |  |  |                            |                            |                            |
|  | 10                         |                            |                            |                    | Gary Wilson       | 5                          | 30 avril et 1er mai        |                            |  |  |                            |                            |                            |  |  |                            |                            |                            |
|  | 29                         | Stuart Bingham             | 10                         |                    |                   |                            |                            |                            |  |  |                            |                            |                            |  |  |                            |                            |                            |
|  | 29                         | Stuart Bingham             | 10                         | 29                 | Stuart Bingham    | 13                         |                            |                            |  |  |                            |                            |                            |  |  |                            |                            |                            |
|  | 23 et 24 avril             |                            |                            | 29                 | Stuart Bingham    | 13                         |                            |                            |  |  |                            |                            |                            |  |  |                            |                            |                            |
|  |                            | 2                          | Ronnie O'Sullivan          | 10                 |                   |                            |                            |                            |  |  |                            |                            |                            |  |  |                            |                            |                            |
|  | 15                         | 2                          | Ronnie O'Sullivan          | 10                 | Barry Hawkins     | 8                          |                            |                            |  |  |                            |                            |                            |  |  |                            |                            |                            |
|  | 15                         | 28 et 29 avril             |                            |                    | Barry Hawkins     | 8                          |                            |                            |  |  |                            |                            |                            |  |  |                            |                            |                            |
|  | 18                         | Ryan Day                   | 10                         |                    |                   |                            |                            |                            |  |  |                            |                            |                            |  |  |                            |                            |                            |
|  | 18                         | Ryan Day                   | 10                         | 18                 | Ryan Day          | 7                          |                            |                            |  |  |                            |                            |                            |  |  |                            |                            |                            |
|  | 24 et 25 avril             |                            |                            | 18                 | Ryan Day          | 7                          |                            |                            |  |  |                            |                            |                            |  |  |                            |                            |                            |
|  |                            | 2                          | Ronnie O'Sullivan          | 13                 |                   |                            |                            |                            |  |  |                            |                            |                            |  |  |                            |                            |                            |
|  | 2                          | 2                          | Ronnie O'Sullivan          | 13                 | Ronnie O'Sullivan | 10                         |                            |                            |  |  |                            |                            |                            |  |  |                            |                            |                            |
|  | 2                          |                            |                            |                    |                   | 10                         |                            |                            |  |  |                            |                            |                            |  |  |                            |                            |                            |
|  | 43                         | Jackson Page               | 1                          |                    |                   |                            |                            |                            |  |  |                            |                            |                            |  |  |                            |                            |                            |
|  | 43                         | Jackson Page               | 1                          |                    |                   |                            |                            |                            |  |  |                            |                            |                            |  |  |                            |                            |                            |

| Finale (au meilleur des 35 manches) Crucible Theatre, Sheffield, 5 et 6 mai Arbitre : Paul Collier |                                         |           |
| Kyren Wilson                                                                                       | 18 - 14                                 | Jak Jones |
| 8 4 129                                                                                            | Demi-centuries Centuries Meilleur break | 11 1 105  |
| Kyren Wilson remporte le Championnat du monde 2024                                                 |                                         |           |

## Finale
La finale se joue au meilleur des 35 manches. Les sessions se déroulent selon le format suivant : 8 manches pour la 1re session, 9 pour la 2e session, au maximum 8 pour la 3e session (si le finaliste remporte au moins 7 manches) et au maximum 10 pour la 4e session (en cas de manche décisive). 
| Joueur       | Manche 1  | Manche 2  | Manche 3  | Manche 4 | Manche 5 | Manche 6  | Manche 7 | Manche 8 | Manche 9 | Manche 10 | Session | Cumul |
| ------------ | --------- | --------- | --------- | -------- | -------- | --------- | -------- | -------- | -------- | --------- | ------- | ----- |
| Session 1    |           |           |           |          |          |           |          |          |          |           |         |       |
| Kyren Wilson | 129 (129) | 87 (52)   | 76        | 109 (66) | 84 (62)  | 125 (125) | 90 (90)  | 11       | -        | -         | 7       | 7     |
| Jak Jones    | 0         | 35        | 14        | 7        | 0        | 4         | 11       | 72 (65)  | -        | -         | 1       | 1     |
| Session 2    |           |           |           |          |          |           |          |          |          |           |         |       |
| Kyren Wilson | 18        | 0         | 129 (125) | 78 (60)  | 22       | 122 (122) | 32       | 0        | 66       | -         | 4       | 11    |
| Jak Jones    | 75 (75)   | 80 (52)   | 0         | 41       | 74       | 0         | 68       | 90 (90)  | 64 (64)  | -         | 5       | 6     |
| Session 3    |           |           |           |          |          |           |          |          |          |           |         |       |
| Kyren Wilson | 39        | 0         | 67 (50)   | 83 (83)  | 23       | 22        | 106 (87) | 81       | -        | -         | 4       | 15    |
| Jak Jones    | 72 (64)   | 67 (59)   | 7         | 0        | 105 (90) | 74 (73)   | 1        | 9        | -        | -         | 4       | 10    |
| Session 4    |           |           |           |          |          |           |          |          |          |           |         |       |
| Kyren Wilson | 67        | 16        | 80        | 8        | 0        | 22        | 71       |          |          |           | 3       | 18    |
| Jak Jones    | 35        | 105 (105) | 73        | 88 (67)  | 96 (96)  | 82        | 4        |          |          |           | 4       | 14    |

Entre parenthèses les centuries et demi-centuries.

## Qualifications
128 joueurs participent aux quatre tours de qualifications à l'issue desquels il n'en reste que 16 qui disputeront le tournoi principal au Crucible Theatre de Sheffield. Les qualifications se déroulent du 8 au 17 avril 2024 à l'English Institute of Sport à Sheffield. 
Le tournoi de qualification est tenu selon le même format que la saison précédente. Les joueurs entrent dans la compétition de façon échelonnée :
- 1er tour : 32 têtes de séries (65 à 96) dont les classements mondiaux vont de la 81e à 112e place sont opposées à 32 autres joueurs invités, amateurs et professionnels moins bien classés ;
- 2e tour : les 32 joueurs qualifiés du tour précédent affrontent 32 joueurs classés entre les 49e et 80e places (têtes de séries 33 à 64) ;
- 3e tour : les 32 joueurs qualifiés du tour précédent affrontent 32 joueurs classés entre les 17e et 48e places (têtes de séries 1 à 32) ;
- 4e tour : il oppose les 32 rescapés du 3e tour. Les 16 vainqueurs sont qualifiés pour le tournoi principal.

Toutes les rencontres se jouent au meilleur des 19 manches.
Un perdant au 1er tour ne remporte pas d'argent, il empoche 5 000 £ au 2e tour, 10 000 £ au 3e tour et 15 000 £ au 4e tour. Les 16 qualifiés à l'issue du 4e tour remportent quant à eux chacun 20 000 £.
|  | 1er tour au meilleur des 19 manches | 1er tour au meilleur des 19 manches | 1er tour au meilleur des 19 manches |  |  | 2e tour au meilleur des 19 manches | 2e tour au meilleur des 19 manches | 2e tour au meilleur des 19 manches |  |  | 3e tour au meilleur des 19 manches | 3e tour au meilleur des 19 manches | 3e tour au meilleur des 19 manches |  |     | 4e tour au meilleur des 19 manches | 4e tour au meilleur des 19 manches | 4e tour au meilleur des 19 manches |
|  |                                     |                                     |                                     |  |  |                                    |                                    |                                    |  |  |                                    |                                    |                                    |  |     |                                    |                                    |                                    |
|  | 81                                  | Martin Gould                        | w/d                                 |  |  | 80                                 | Liu Hongyu                         | 10                                 |  |  | 17                                 | Jack Lisowski                      | 10                                 |  |     |                                    |                                    |                                    |
|  | 119                                 | Jimmy White                         | w/o                                 |  |  | 119                                | Jimmy White                        | 3                                  |  |  | 80                                 | Liu Hongyu                         | 4                                  |  |     | 17                                 | Jack Lisowski                      | 10                                 |
|  | 112                                 | Ryan Thomerson                      | 3                                   |  |  | 49                                 | Jimmy Robertson                    | 10                                 |  |  | 48                                 | Matthew Stevens                    | 10                                 |  | 48  | Matthew Stevens                    | 3                                  |                                    |
|  | a                                   | Liam Davies                         | 10                                  |  |  | a                                  | Liam Davies                        | 2                                  |  |  | 49                                 | Jimmy Robertson                    | 6                                  |  |     |                                    |                                    |                                    |
|  |                                     |                                     |                                     |  |  |                                    |                                    |                                    |  |  |                                    |                                    |                                    |  |     |                                    |                                    |                                    |
|  | 96                                  | Ian Burns                           | 10                                  |  |  | 65                                 | Mark Joyce                         | 7                                  |  |  | 32                                 | Ricky Walden                       | 10                                 |  |     |                                    |                                    |                                    |
|  | 116                                 | Dean Young                          | 1                                   |  |  | 96                                 | Ian Burns                          | 10                                 |  |  | 96                                 | Ian Burns                          | 7                                  |  |     | 32                                 | Ricky Walden                       | 10                                 |
|  | 97                                  | Andy Lee                            | 9                                   |  |  | 64                                 | Mark Davis                         | 10                                 |  |  | 33                                 | Thepchaiya Un-Nooh                 | 8                                  |  | 64  | Mark Davis                         | 9                                  |                                    |
|  | 114                                 | Andrew Pagett                       | 10                                  |  |  | 114                                | Andrew Pagett                      | 2                                  |  |  | 64                                 | Mark Davis                         | 10                                 |  |     |                                    |                                    |                                    |
|  |                                     |                                     |                                     |  |  |                                    |                                    |                                    |  |  |                                    |                                    |                                    |  |     |                                    |                                    |                                    |
|  | 104                                 | Rory Thor                           | 10                                  |  |  | 57                                 | David Grace                        | 10                                 |  |  | 40                                 | Dominic Dale                       | 10                                 |  |     |                                    |                                    |                                    |
|  | a                                   | Hamza Ilyas                         | 2                                   |  |  | 104                                | Rory Thor                          | 8                                  |  |  | 57                                 | David Grace                        | 6                                  |  |     | 40                                 | Dominic Dale                       | 10                                 |
|  | 89                                  | Ross Muir                           | 10                                  |  |  | 72                                 | He Guoqiang                        | 10                                 |  |  | 25                                 | Anthony McGill                     | 5                                  |  | 72  | He Guoqiang                        | 8                                  |                                    |
|  | a                                   | Ka Wai Cheung                       | 9                                   |  |  | 89                                 | Ross Muir                          | 8                                  |  |  | 72                                 | He Guoqiang                        | 10                                 |  |     |                                    |                                    |                                    |
|  |                                     |                                     |                                     |  |  |                                    |                                    |                                    |  |  |                                    |                                    |                                    |  |     |                                    |                                    |                                    |
|  | 105                                 | Alfie Burden                        | 10                                  |  |  | 56                                 | Xu Si                              | 3                                  |  |  | 41                                 | Jamie Jones                        | 10                                 |  |     |                                    |                                    |                                    |
|  | 125                                 | Rebecca Kenna                       | 1                                   |  |  | 105                                | Alfie Burden                       | 10                                 |  |  | 105                                | Alfie Burden                       | 5                                  |  |     | 41                                 | Jamie Jones                        | 10                                 |
|  | 88                                  | Ishpreet Singh Chadha               | 6                                   |  |  | 73                                 | Zak Surety                         | 10                                 |  |  | 24                                 | Neil Robertson                     | 10                                 |  | 24  | Neil Robertson                     | 9                                  |                                    |
|  | a                                   | Gao Yang                            | 10                                  |  |  | a                                  | Gao Yang                           | 6                                  |  |  | 73                                 | Zak Surety                         | 2                                  |  |     |                                    |                                    |                                    |
|  |                                     |                                     |                                     |  |  |                                    |                                    |                                    |  |  |                                    |                                    |                                    |  |     |                                    |                                    |                                    |
|  | 85                                  | Sean O'Sullivan                     | 8                                   |  |  | 76                                 | James Cahill                       | 10                                 |  |  | 21                                 | Zhou Yuelong                       | 10                                 |  |     |                                    |                                    |                                    |
|  | a                                   | Bulcsú Révész                       | 10                                  |  |  | a                                  | Bulcsú Révész                      | 8                                  |  |  | 76                                 | James Cahill                       | 0                                  |  |     | 21                                 | Zhou Yuelong                       | 4                                  |
|  | 108                                 | Andres Petrov                       | 10                                  |  |  | 53                                 | Jamie Clarke                       | 10                                 |  |  | 44                                 | Jak Jones                          | 10                                 |  | 44  | Jak Jones                          | 10                                 |                                    |
|  | 126                                 | Ahmed Aly Elsayed                   | 1                                   |  |  | 108                                | Andres Petrov                      | 7                                  |  |  | 53                                 | Jamie Clarke                       | 6                                  |  |     |                                    |                                    |                                    |
|  |                                     |                                     |                                     |  |  |                                    |                                    |                                    |  |  |                                    |                                    |                                    |  |     |                                    |                                    |                                    |
|  | 92                                  | Adam Duffy                          | 10                                  |  |  | 69                                 | Ashley Hugill                      | 10                                 |  |  | 28                                 | Stephen Maguire                    | 10                                 |  |     |                                    |                                    |                                    |
|  | 117                                 | Mink Nutcharut                      | 5                                   |  |  | 92                                 | Adam Duffy                         | 4                                  |  |  | 69                                 | Ashley Hugill                      | 7                                  |  |     | 28                                 | Stephen Maguire                    | 10                                 |
|  | 101                                 | Andrew Higginson                    | 10                                  |  |  | 60                                 | Michael White                      | 10                                 |  |  | 37                                 | Yuan Sijun                         | 10                                 |  | 37  | Yuan Sijun                         | 6                                  |                                    |
|  | a                                   | Duane Jones                         | 7                                   |  |  | 101                                | Andrew Higginson                   | 8                                  |  |  | 60                                 | Michael White                      | 8                                  |  |     |                                    |                                    |                                    |
|  |                                     |                                     |                                     |  |  |                                    |                                    |                                    |  |  |                                    |                                    |                                    |  |     |                                    |                                    |                                    |
|  | 100                                 | Louis Heathcote                     | 10                                  |  |  | 61                                 | Oliver Lines                       | 7                                  |  |  | 36                                 | Elliot Slessor                     | 8                                  |  |     |                                    |                                    |                                    |
|  | a                                   | Oliver Sykes                        | 4                                   |  |  | 100                                | Louis Heathcote                    | 10                                 |  |  | 100                                | Louis Heathcote                    | 10                                 |  |     | 100                                | Louis Heathcote                    | 8                                  |
|  | 93                                  | Stuart Carrington                   | 10                                  |  |  | 68                                 | Liam Highfield                     | 9                                  |  |  | 29                                 | Stuart Bingham                     | 10                                 |  | 29  | Stuart Bingham                     | 10                                 |                                    |
|  | 118                                 | Himnashu Dinesh Jain                | 5                                   |  |  | 93                                 | Stuart Carrington                  | 10                                 |  |  | 93                                 | Stuart Carrington                  | 9                                  |  |     |                                    |                                    |                                    |
|  |                                     |                                     |                                     |  |  |                                    |                                    |                                    |  |  |                                    |                                    |                                    |  |     |                                    |                                    |                                    |
|  | 109                                 | Alexander Ursenbacher               | 10                                  |  |  | 52                                 | Anthony Hamilton                   | 10                                 |  |  | 45                                 | Robbie Williams                    | 10                                 |  |     |                                    |                                    |                                    |
|  | a                                   | Iulian Boiko                        | 0                                   |  |  | 109                                | Alexander Ursenbacher              | 7                                  |  |  | 52                                 | Anthony Hamilton                   | 5                                  |  |     | 45                                 | Robbie Williams                    | 10                                 |
|  | 84                                  | Allan Taylor                        | 10                                  |  |  | 77                                 | Lukas Kleckers                     | 10                                 |  |  | 20                                 | Chris Wakelin                      | 10                                 |  | 20  | Chris Wakelin                      | 9                                  |                                    |
|  | a                                   | Vladislav Gradinari                 | 6                                   |  |  | 84                                 | Allan Taylor                       | 9                                  |  |  | 77                                 | Lukas Kleckers                     | 5                                  |  |     |                                    |                                    |                                    |
|  |                                     |                                     |                                     |  |  |                                    |                                    |                                    |  |  |                                    |                                    |                                    |  |     |                                    |                                    |                                    |
|  | 83                                  | Marco Fu                            | 10                                  |  |  | 78                                 | Ken Doherty                        | 6                                  |  |  | 19                                 | Hossein Vafaei                     | 10                                 |  |     |                                    |                                    |                                    |
|  | 124                                 | Baipat Siripaporn                   | 1                                   |  |  | 83                                 | Marco Fu                           | 10                                 |  |  | 83                                 | Marco Fu                           | 4                                  |  |     | 19                                 | Hossein Vafaei                     | 10                                 |
|  | 110                                 | Jian Jun                            | 10                                  |  |  | 51                                 | Fan Zhengyi                        | 8                                  |  |  | 46                                 | Sam Craigie                        | 8                                  |  | 110 | Jiang Jun                          | 5                                  |                                    |
|  | a                                   | Amir Sarkhosh                       | 6                                   |  |  | 110                                | Jiang Jun                          | 10                                 |  |  | 110                                | Jiang Jun                          | 10                                 |  |     |                                    |                                    |                                    |
|  |                                     |                                     |                                     |  |  |                                    |                                    |                                    |  |  |                                    |                                    |                                    |  |     |                                    |                                    |                                    |
|  | 94                                  | Hammad Miah                         | 2                                   |  |  | 67                                 | Julien Leclercq                    | 10                                 |  |  | 30                                 | Joe O'Connor                       | 10                                 |  |     |                                    |                                    |                                    |
|  | a                                   | Haydon Pinhey                       | 10                                  |  |  | a                                  | Haydon Pinhey                      | 3                                  |  |  | 67                                 | Julien Leclercq                    | 1                                  |  |     | 30                                 | Joe O'Connor                       | 10                                 |
|  | 99                                  | Muhammad Asif                       | w/d                                 |  |  | 62                                 | Aaron Hill                         | 10                                 |  |  | 35                                 | Matthew Selt                       | 10                                 |  | 35  | Matthew Selt                       | 8                                  |                                    |
|  | a                                   | Daniel Womersley                    | w/o                                 |  |  | a                                  | Daniel Womersley                   | 3                                  |  |  | 62                                 | Aaron Hill                         | 4                                  |  |     |                                    |                                    |                                    |
|  |                                     |                                     |                                     |  |  |                                    |                                    |                                    |  |  |                                    |                                    |                                    |  |     |                                    |                                    |                                    |
|  | 102                                 | Ma Hailong                          | 10                                  |  |  | 59                                 | Martin O'Donnell                   | 7                                  |  |  | 38                                 | Cao Yupeng                         | 10                                 |  |     |                                    |                                    |                                    |
|  | 122                                 | Victor Sarkis                       | 1                                   |  |  | 102                                | Ma Hailong                         | 10                                 |  |  | 102                                | Ma Hailong                         | 4                                  |  |     | 38                                 | Cao Yupeng                         | 8                                  |
|  | 91                                  | Oliver Brown                        | 10                                  |  |  | 70                                 | Dylan Emery                        | 8                                  |  |  | 27                                 | Pang Junxu                         | 10                                 |  | 27  | Pang Junxu                         | 10                                 |                                    |
|  | 120                                 | Reanne Evans                        | 0                                   |  |  | 91                                 | Oliver Brown                       | 10                                 |  |  | 91                                 | Oliver Brown                       | 7                                  |  |     |                                    |                                    |                                    |
|  |                                     |                                     |                                     |  |  |                                    |                                    |                                    |  |  |                                    |                                    |                                    |  |     |                                    |                                    |                                    |
|  | 107                                 | Fergal O'Brien                      | 8                                   |  |  | 54                                 | Graeme Dott                        | 10                                 |  |  | 43                                 | Jackson Page                       | 10                                 |  |     |                                    |                                    |                                    |
|  | 123                                 | Mostafa Dorgham                     | 10                                  |  |  | 123                                | Mostafa Dorgham                    | 5                                  |  |  | 54                                 | Graeme Dott                        | 5                                  |  |     | 43                                 | Jackson Page                       | 10                                 |
|  | 86                                  | Long Zehuang                        | 10                                  |  |  | 75                                 | Andy Hicks                         | 10                                 |  |  | 22                                 | Noppon Saengkham                   | 10                                 |  | 22  | Noppon Saengkham                   | 9                                  |                                    |
|  | a                                   | Sydney Wilson                       | 1                                   |  |  | 86                                 | Long Zehuang                       | 2                                  |  |  | 75                                 | Andy Hicks                         | 5                                  |  |     |                                    |                                    |                                    |
|  |                                     |                                     |                                     |  |  |                                    |                                    |                                    |  |  |                                    |                                    |                                    |  |     |                                    |                                    |                                    |
|  | 87                                  | Rod Lawler                          | 10                                  |  |  | 74                                 | Ben Mertens                        | 10                                 |  |  | 23                                 | Si Jiahui                          | 10                                 |  |     |                                    |                                    |                                    |
|  | a                                   | Gong Chenzhi                        | 7                                   |  |  | 87                                 | Rod Lawler                         | 9                                  |  |  | 74                                 | Ben Mertens                        | 9                                  |  |     | 23                                 | Si Jiahui                          | 10                                 |
|  | 106                                 | Stan Moody                          | 6                                   |  |  | 55                                 | Tian Pengfei                       | 10                                 |  |  | 42                                 | Wu Yize                            | 10                                 |  | 42  | Wu Yize                            | 4                                  |                                    |
|  | a                                   | Mohammed Shebab                     | 10                                  |  |  | a                                  | Mohammed Shebab                    | 8                                  |  |  | 55                                 | Tian Pengfei                       | 8                                  |  |     |                                    |                                    |                                    |
|  |                                     |                                     |                                     |  |  |                                    |                                    |                                    |  |  |                                    |                                    |                                    |  |     |                                    |                                    |                                    |
|  | 90                                  | Xing Zihao                          | 10                                  |  |  | 71                                 | Daniel Wells                       | 10                                 |  |  | 26                                 | Lü Haotian                         | 10                                 |  |     |                                    |                                    |                                    |
|  | a                                   | Michael Holt                        | 6                                   |  |  | 90                                 | Xing Zihao                         | 5                                  |  |  | 71                                 | Daniel Wells                       | 8                                  |  |     | 26                                 | Lü Haotian                         | 10                                 |
|  | 103                                 | Jenson Kendrick                     | 10                                  |  |  | 58                                 | Ben Woollaston                     | 8                                  |  |  | 39                                 | Jordan Brown                       | 5                                  |  | 103 | Jenson Kendrick                    | 7                                  |                                    |
|  | a                                   | Bai Yulu                            | 7                                   |  |  | 103                                | Jenson Kendrick                    | 10                                 |  |  | 103                                | Jenson Kendrick                    | 10                                 |  |     |                                    |                                    |                                    |
|  |                                     |                                     |                                     |  |  |                                    |                                    |                                    |  |  |                                    |                                    |                                    |  |     |                                    |                                    |                                    |
|  | 98                                  | Liam Pullen                         | 10                                  |  |  | 63                                 | Sanderson Lam                      | 10                                 |  |  | 34                                 | Xiao Guodong                       | 10                                 |  |     |                                    |                                    |                                    |
|  | 113                                 | Anton Kazakov                       | 3                                   |  |  | 98                                 | Liam Pullen                        | 8                                  |  |  | 63                                 | Sanderson Lam                      | 2                                  |  |     | 34                                 | Xiao Guodong                       | 6                                  |
|  | 95                                  | Peng Yisong                         | 10                                  |  |  | 66                                 | David Lilley                       | 10                                 |  |  | 31                                 | David Gilbert                      | 10                                 |  | 31  | David Gilbert                      | 10                                 |                                    |
|  | 121                                 | Manasawin Phetmalaikul              | 5                                   |  |  | 95                                 | Peng Yisong                        | 9                                  |  |  | 66                                 | David Lilley                       | 4                                  |  |     |                                    |                                    |                                    |
|  |                                     |                                     |                                     |  |  |                                    |                                    |                                    |  |  |                                    |                                    |                                    |  |     |                                    |                                    |                                    |
|  | 111                                 | Mohamed Ibrahim                     | 6                                   |  |  | 50                                 | Scott Donaldson                    | 10                                 |  |  | 47                                 | Joe Perry                          | 6                                  |  |     |                                    |                                    |                                    |
|  | a                                   | Peter Lines                         | 10                                  |  |  | a                                  | Peter Lines                        | 6                                  |  |  | 50                                 | Scott Donaldson                    | 10                                 |  |     | 50                                 | Scott Donaldson                    | 9                                  |
|  | 82                                  | Ashley Carty                        | 10                                  |  |  | 79                                 | John Astley                        | 10                                 |  |  | 18                                 | Ryan Day                           | 10                                 |  | 18  | Ryan Day                           | 10                                 |                                    |
|  | 115                                 | Liam Graham                         | 4                                   |  |  | 82                                 | Ashley Carty                       | 6                                  |  |  | 79                                 | John Astley                        | 6                                  |  |     |                                    |                                    |                                    |

## Centuries

### Tournoi principal
Un total de 63 centuries a été réalisé pendant les phases finales.
- 142  Jackson Page
- 142  Ricky Walden
- 142  Mark Williams
- 138  Hossein Vafaei
- 136, 130, 130, 129, 123, 115, 110, 106, 104, 101  David Gilbert
- 136, 123, 122, 116  Ronnie O'Sullivan
- 134, 127, 114, 111  Stephen Maguire
- 134, 104  Luca Brecel
- 131, 127  Ding Junhui
- 129, 125, 125, 123, 122, 121, 108, 105  Kyren Wilson
- 129, 102  John Higgins
- 125, 117, 108, 107, 104, 104  Stuart Bingham
- 123  Jack Lisowski
- 122, 102, 101  Joe O'Connor
- 120  Dominic Dale
- 119, 114  Mark Allen
- 118  Jamie Jones
- 117, 106, 105  Jak Jones
- 117  Lü Haotian
- 115, 110  Ryan Day
- 112  Mark Selby
- 111  Shaun Murphy
- 110, 107, 107  Judd Trump
- 108  Barry Hawkins
- 105  Robbie Williams

### Qualifications
Un total de 122 centuries a été réalisé pendant les tours qualificatifs.
- 147, 128, 112  Noppon Saengkham
- 144, 131  Wu Yize
- 143, 110  Scott Donaldson
- 142, 137, 104, 104, 100, 100  Jack Lisowski
- 141, 113  Mark Joyce
- 140  Xing Zihao
- 136, 119, 102, 102, 100  Ryan Day
- 136, 104, 102  Marco Fu
- 135, 135  Matthew Stevens
- 135, 126  Stuart Bingham
- 135, 101  Jamie Jones
- 135  Gao Yang
- 135  Peter Lines
- 135  Liu Hongyu
- 134, 117, 104, 103, 103  Neil Robertson
- 133, 120, 117  David Gilbert
- 133, 113  Alfie Burden
- 132  Robbie Williams
- 131, 118, 102  Jiang Jun
- 130, 127, 100  Mark Davis
- 130  Alexander Ursenbacher
- 129, 126, 125, 118, 110, 104, 100  Louis Heathcote
- 128  Ian Burns
- 128  Ashley Hugill
- 127, 116  Cao Yupeng
- 127  Zak Surety
- 126, 102  Chris Wakelin
- 126  Jak Jones
- 125, 104  Graeme Dott
- 124, 119  Ben Mertens
- 123, 101  Ben Woollaston
- 121, 120, 116  Hossein Vafaei
- 121, 117  Lü Haotian
- 121, 109, 107  Jackson Page
- 121  Andy Hicks
- 117, 113  Joe O'Connor
- 117, 112, 110  Si Jiahui
- 116, 104  Daniel Wells
- 116  Mohammed Shehab
- 115, 106  Fan Zhengyi
- 115  Rory Thor
- 114, 110, 106, 104, 100  Stephen Maguire
- 114  Sean O'Sullivan
- 114  Tian Pengfei
- 113, 104  Yuan Sijun
- 113  Stuart Carrington
- 112  Andrew Higginson
- 111, 102  Jenson Kendrick
- 109, 100  Peng Yisong
- 108  James Cahill
- 108  Liam Pullen
- 107  Liam Davies
- 105  Ashley Carty
- 105  Ishpreet Singh Chadha
- 105  Dominic Dale
- 105  Xiao Guodong
- 104  Jamie Clarke
- 104  Duane Jones
- 103  Pang Junxu
- 102  Manasawin Phetmalaikul
- 101  Sam Craigie
- 100  Oliver Brown
- 100  Amir Sarkhosh
- 100  Zhou Yuelong

## Participants par pays
| Finale          | 1  | 1 | - | -  | - | - | - | Aucun représentant dans le tournoi principal | Aucun représentant dans le tournoi principal | Aucun représentant dans le tournoi principal | Aucun représentant dans le tournoi principal | Aucun représentant dans le tournoi principal | Aucun représentant dans le tournoi principal | Aucun représentant dans le tournoi principal | Aucun représentant dans le tournoi principal | Aucun représentant dans le tournoi principal | Aucun représentant dans le tournoi principal | Aucun représentant dans le tournoi principal | Aucun représentant dans le tournoi principal | Aucun représentant dans le tournoi principal | Aucun représentant dans le tournoi principal | Aucun représentant dans le tournoi principal | Aucun représentant dans le tournoi principal | Aucun représentant dans le tournoi principal | 2  |
| Demi-finales    | 3  | 1 | - | -  | - | - | - | Aucun représentant dans le tournoi principal | Aucun représentant dans le tournoi principal | Aucun représentant dans le tournoi principal | Aucun représentant dans le tournoi principal | Aucun représentant dans le tournoi principal | Aucun représentant dans le tournoi principal | Aucun représentant dans le tournoi principal | Aucun représentant dans le tournoi principal | Aucun représentant dans le tournoi principal | Aucun représentant dans le tournoi principal | Aucun représentant dans le tournoi principal | Aucun représentant dans le tournoi principal | Aucun représentant dans le tournoi principal | Aucun représentant dans le tournoi principal | Aucun représentant dans le tournoi principal | Aucun représentant dans le tournoi principal | Aucun représentant dans le tournoi principal | 4  |
| Quart de finale | 5  | 1 | 2 | -  | - | - | - | Aucun représentant dans le tournoi principal | Aucun représentant dans le tournoi principal | Aucun représentant dans le tournoi principal | Aucun représentant dans le tournoi principal | Aucun représentant dans le tournoi principal | Aucun représentant dans le tournoi principal | Aucun représentant dans le tournoi principal | Aucun représentant dans le tournoi principal | Aucun représentant dans le tournoi principal | Aucun représentant dans le tournoi principal | Aucun représentant dans le tournoi principal | Aucun représentant dans le tournoi principal | Aucun représentant dans le tournoi principal | Aucun représentant dans le tournoi principal | Aucun représentant dans le tournoi principal | Aucun représentant dans le tournoi principal | Aucun représentant dans le tournoi principal | 8  |
| 2e tour         | 10 | 2 | 2 | 1  | 1 | - | - | Aucun représentant dans le tournoi principal | Aucun représentant dans le tournoi principal | Aucun représentant dans le tournoi principal | Aucun représentant dans le tournoi principal | Aucun représentant dans le tournoi principal | Aucun représentant dans le tournoi principal | Aucun représentant dans le tournoi principal | Aucun représentant dans le tournoi principal | Aucun représentant dans le tournoi principal | Aucun représentant dans le tournoi principal | Aucun représentant dans le tournoi principal | Aucun représentant dans le tournoi principal | Aucun représentant dans le tournoi principal | Aucun représentant dans le tournoi principal | Aucun représentant dans le tournoi principal | Aucun représentant dans le tournoi principal | Aucun représentant dans le tournoi principal | 16 |
| 1er tour        | 16 | 6 | 2 | 5  | 1 | 1 | 1 | Aucun représentant dans le tournoi principal | Aucun représentant dans le tournoi principal | Aucun représentant dans le tournoi principal | Aucun représentant dans le tournoi principal | Aucun représentant dans le tournoi principal | Aucun représentant dans le tournoi principal | Aucun représentant dans le tournoi principal | Aucun représentant dans le tournoi principal | Aucun représentant dans le tournoi principal | Aucun représentant dans le tournoi principal | Aucun représentant dans le tournoi principal | Aucun représentant dans le tournoi principal | Aucun représentant dans le tournoi principal | Aucun représentant dans le tournoi principal | Aucun représentant dans le tournoi principal | Aucun représentant dans le tournoi principal | Aucun représentant dans le tournoi principal | 32 |
| Qualifications  |    |   |   |    |   |   |   |                                              |                                              |                                              |                                              |                                              |                                              |                                              |                                              |                                              |                                              |                                              |                                              |                                              |                                              |                                              |                                              |                                              |    |
| 4e tour         | 11 | 6 | 2 | 10 | - | 1 | - | 1                                            | 1                                            | -                                            | -                                            | -                                            | -                                            | -                                            | -                                            | -                                            | -                                            | -                                            | -                                            | -                                            | -                                            | -                                            | -                                            | -                                            | 32 |
| 3e tour         | 28 | 9 | 4 | 13 | 1 | 1 | 2 | 2                                            | 1                                            | 1                                            | 1                                            | 1                                            | -                                            | -                                            | -                                            | -                                            | -                                            | -                                            | -                                            | -                                            | -                                            | -                                            | -                                            | -                                            | 64 |
| 2e tour         | 32 | 6 | 3 | 11 | - | - | 2 | -                                            | -                                            | 2                                            | 1                                            | 1                                            | 1                                            | 1                                            | 1                                            | 1                                            | 1                                            | 1                                            | -                                            | -                                            | -                                            | -                                            | -                                            | -                                            | 64 |
| 1er tour        | 25 | 3 | 3 | 8  | - | 1 | - | 3                                            | 1                                            | 1                                            | 3                                            | -                                            | 2                                            | 1                                            | 1                                            | 1                                            | 1                                            | 1                                            | 2                                            | 2                                            | 2                                            | 1                                            | 1                                            | 1                                            | 64 |